# Деніель Платцман
Деніел Джеймс Платцман — ударник і бек-вокаліст інді-рок гурту Imagine Dragons.

## Біографія
Деніел Платцман народнився 28 вересня 1986 року в Атланті, США. Він закінчив Музичний коледж Берклі, де здобув диплом з озвучування фільмів.  В Берклі, Платцман грав у Berklee Concert Jazz Orchestra, джазовому оркестрі Urban Outreach та Berklee Rainbow Big Band, а також отримав премію за видатне музичне мистецтво та нагороду Майкла Рендіша за озвучування фільмів. Він також грав на гітарі з учасниками групи Imagine Dragons Вейном Сермоном та Беном Маккі.

## Нагороди
- Орден «За заслуги» ІІІ ступеня (Україна, 23 серпня 2022) — за значні особисті заслуги у зміцненні міждержавного співробітництва, підтримку державного суверенітету та територіальної цілісності України, вагомий внесок у популяризацію Української держави у світі.[6]